# Nightline
Nightline, o ABC News Nightline, è un telegiornale di tarda serata trasmesso da ABC negli Stati Uniti d'America, e avente una formula franchising per altri network e stazioni televisive altrove nel mondo. Creato da Roone Arledge, il programma ha avuto Ted Koppel come suo più importante presentatore dal marzo 1980 fino al suo ritiro da questo nel novembre 2005. Nightline va in onda nei giorni feriali alle 12.35 a.m. ET, dopo Jimmy Kimmel Live!. Dal 2013 il programma ha una durata di 30 minuti.
Nel 2002, Nightline è stato posizionato 23º posto sulla speciale classifica de I migliori 50 spettacoli televisivi di tutti i tempi edita da TV Guide.
Il giornalista e produttore britannico James Goldston è stato nominato produttore esecutivo del programma nel 2005. Il 28 novembre 2005, Goldstone ha sostituito Ted Koppel con un team di tre conduttori: Martin Bashir, Cynthia McFadden e Terry Moran.